# Langschlag (Baixa Áustria)
Langschlag (Baixa Áustria) é um município da Áustria localizado no distrito de Zwettl, no estado de Baixa Áustria.